# روبرت هوفمان
روبرت هوفمان (بالإنجليزية: Robert Hoffman)‏ ممثل أمريكي من مواليد 21 سبتمبر 1980.
وهو مثل فيفلم step up 2 وهو كان بطل الفلم

## مواقع خارجية
- روبرت هوفمان على موقع IMDb (الإنجليزية)
- روبرت هوفمان على موقع روتن توميتوز (الإنجليزية)
- روبرت هوفمان على موقع ألو سيني (الفرنسية)
- روبرت هوفمان على موقع ميوزك برينز (الإنجليزية)
- روبرت هوفمان على موقع قاعدة بيانات الأفلام السويدية (السويدية)
- روبرت هوفمان على موقع قاعدة بيانات الفيلم (الإنجليزية)
- روبرت هوفمان على موقع كينوبويسك (الروسية)